# Мартин Валзер
Мартин Валзер (Васербург, 24. март 1927 — Иберлинген, 28. јул 2023) био је немачки писац.

## Биографија
Валзер већ деценијама оставља дубок траг у немачкој литератури. Писање је мој живот, каже писац који је 1955. за књигу приповедака награђен од стране легендарне „Групе 47“, и од тада објављује своја дела у многим родовима и жанровима - романе, позоришне драме, приповетке или телевизијске сценарије, те стога припада не само најпродуктивијим него и најуспешнијим савременим немачким ауторима. Већина од његових двадесетак романа су бестселери, пре свих роман Коњ у бекству, који је продат у невероватних четири милиона примерака.
Овај уметник се политички ангажовао у предизборној кампањи СПД и као противник рата у Вијетнаму. Његов издавач Зигфрид Унзелд сматрао га је комунистом. Године 1988, међутим, узбудио је јавност критиком немачке подељености, а када се 1998. године захваљивао на награди за мир немачких књижара, критиковао је инструментализацију холокауста, што је назвао моралном тољагом којом се постиже супротан ефекат. Тадашњи председник Савета немачких Јевреја Игнац Бубис оптужио га је за духовно спаљивање Јевреја, па је касније Валзер повукао своју изјаву. Изјашњавајући се о ратовима на простору Југославије осудио је бомбардовање Србије.

## Књижевни рад
Као ниједан други савремени немачки аутор Валзер тематизује свакодневицу средњег слоја. Његови јунаци су службеници, учитељи, обични људи, а судар супруга, шефова, пријатеља или љубавника са властитим чежњама често ове ликове чини трагичним. Са иронијом и симпатијама Валзер слика своје јунаке који животаре са осећањем ниже вредности и себе виде као губитнике. У свим својим делима овај писац се ослања на властита искуства. Романи без биографских делова и нису романи него социолошка дела, изјавио је једном приликом. Његова најновија дела су Пупољци страха (Shmekendike blumen, 2014) и Човек који умире (Ein sterbender Mann, 2016).

## Главна дела у преводу на српски и хрватски
- Одбјегли коњ, Загреб, „Знање“, 1983 (прев. Mignon Mihaljević)
- Рад на души, Загреб, „Аугуст Цесарец“, 1987 (прев. Соња Ђерасимовић)
- Мој џиновски проблем (избор прича), Београд, „Рад“, 2000 (прев. Живота Филиповић)
- Животопис љубави, Београд, „Паидеја“, 2003 (прев. Тијана Обрадовић)
- Последња Гетеова љубав, Београд, „Лагуна“, 2013 (прев. Мирјана В. Поповић)

## Награде
Мартин Валзер је за своја остварења, осим награде „Групе 47“ и Награде за мир немачких књижара 1998, добио и награду „Георг Бихнер“, Велики крст заслуга Немачке, Велику награду Баварске академије лепих уметности за књижевност, и проглашен је витезом уметности и књижевности.